# Théâtre des Cérémonies
Théâtre des Cérémonies var en tillfällig arena i Albertville, Frankrike. Den byggdes för invignings- och avslutningsceremonierna vid olympiska vinterspelen 1992, och efter spelen revs denna cirkelformade arena som rymde 35 000 åskådare. Delar av arenan transporterades till Barcelona och användes vid olympiska sommarspelen 1992. Under sin existens var anläggningen den dittills största tillfälliga arenan av sitt slag som byggts.